# Tournoi de clôture du championnat d'Argentine de football 1996
Navigation
Tournoi précédent Tournoi suivant
Le tournoi de clôture de la saison 1996 du Championnat d'Argentine de football est le second tournoi semestriel de la 66e édition du championnat de première division en Argentine. Les vingt équipes sont regroupées au sein d'une poule unique où elles affrontent une fois chacun de leurs adversaires. Un classement cumulé sur les trois dernières années permet de déterminer les deux équipes reléguées à l'issue du tournoi.
C'est le club de Velez Sarsfield, déjà vainqueur du tournoi Ouverture, qui remporte à nouveau le tournoi après avoir terminé en tête du classement final, avec un seul point d'avance sur le Gimnasia y Esgrima (La Plata) et six sur le Lanús et Estudiantes (La Plata). C'est le quatrième titre de champion d'Argentine de l'histoire du club, qui devient la première équipe à remporter deux tournois consécutifs depuis leur instauration en 1991.

## Qualifications continentales
Le vainqueur du tournoi Clôture est automatiquement qualifié pour la Copa Libertadores 1997 où il rejoint le vainqueur du tournoi Ouverture. Puisque cette saison, Velez Sarsfield a remporté les deux tournois, un barrage entre les dauphins des deux tournois est mis en place pour attribuer la deuxième place en Copa Libertadores. Le classement cumulé des tournois Ouverture et Clôture permet de désigner les deux clubs qualifiés pour la prochaine édition de la Copa CONMEBOL.

## Les clubs participants
| \| Buenos Aires La Plata Rosario Córdoba Jujuy Santa Fe \| Villes représentées lors de la saison 1995-1996 |
| Buenos Aires La Plata Rosario Córdoba Jujuy Santa Fe                                                       |

- Banfield
- Argentinos Juniors
- Gimnasia y Esgrima (La Plata)
- Gimnasia y Esgrima (Jujuy)
- Rosario Central
- Belgrano (Córdoba)
- Boca Juniors
- Ferro Carril Oeste
- Colón (Santa Fe)
- Deportivo Español
- Independiente
- Lanús
- Newell's Old Boys (Rosario)
- Platense
- Racing Club
- San Lorenzo de Almagro
- Estudiantes (La Plata)
- Huracán
- River Plate
- Vélez Sársfield

## Compétition
Le barème utilisé pour établir le classement est le suivant :
- Victoire : 3 points
- Match nul : 1 point
- Défaite : 0 point

### Classement
| Rang | Équipe                        | Pts | J  | G  | N | P  | Bp | Bc | Diff |
| ---- | ----------------------------- | --- | -- | -- | - | -- | -- | -- | ---- |
| 1    | Vélez SársfieldT              | 40  | 19 | 11 | 7 | 1  | 40 | 18 | +22  |
| 2    | Gimnasia y Esgrima (La Plata) | 39  | 19 | 12 | 3 | 4  | 44 | 21 | +23  |
| 3    | Lanús                         | 34  | 19 | 10 | 4 | 5  | 35 | 24 | +11  |
| 4    | Estudiantes (La Plata)        | 34  | 19 | 9  | 7 | 3  | 33 | 22 | +11  |
| 5    | Boca Juniors                  | 33  | 19 | 10 | 3 | 6  | 30 | 26 | +4   |
| 6    | Rosario Central               | 30  | 19 | 8  | 6 | 5  | 33 | 23 | +10  |
| 7    | Huracán                       | 29  | 19 | 7  | 8 | 4  | 32 | 29 | +3   |
| 8    | Racing Club                   | 29  | 19 | 8  | 5 | 6  | 26 | 25 | +1   |
| 9    | Colón (Santa Fe)              | 26  | 19 | 7  | 5 | 7  | 20 | 21 | -1   |
| 10   | Ferro Carril Oeste            | 26  | 19 | 6  | 8 | 5  | 16 | 20 | -4   |
| 11   | Deportivo Español             | 24  | 19 | 5  | 9 | 5  | 19 | 19 | 0    |
| 12   | Independiente                 | 23  | 19 | 5  | 8 | 6  | 22 | 26 | -4   |
| 13   | Belgrano (Córdoba)            | 22  | 19 | 6  | 4 | 9  | 23 | 26 | -3   |
| 14   | River Plate                   | 21  | 19 | 6  | 3 | 10 | 32 | 33 | -1   |
| 15   | Platense                      | 21  | 19 | 6  | 3 | 10 | 23 | 29 | -6   |
| 16   | Gimnasia y Esgrima (Jujuy)    | 21  | 19 | 6  | 3 | 10 | 22 | 37 | -15  |
| 17   | Newell's Old Boys (Rosario)   | 18  | 19 | 3  | 9 | 7  | 20 | 28 | -8   |
| 18   | Banfield                      | 17  | 19 | 4  | 5 | 10 | 20 | 25 | -5   |
| 19   | San Lorenzo de Almagro        | 16  | 19 | 4  | 4 | 11 | 15 | 29 | -14  |
| 20   | Argentinos Juniors            | 13  | 19 | 3  | 4 | 12 | 12 | 36 | -24  |

|  | Qualification directe pour la Copa Libertadores 1997 |
|  | T : Tenant du titre                                  |

### Barrage pré-Copa Libertadores
Velez Sarsfield ayant remporté à la fois les tournois Ouverture et Clôture, un barrage doit être organisé entre ses dauphins pour déterminer le deuxième club qui l'accompagne en Copa Libertadores 1997. La rencontre oppose donc le Racing Club, deuxième lors du tournoi Ouverture 1995 et Gimnasia y Esgrima (La Plata).
| 22 août 1996 | Racing Club | 1 - 0 a.p. | Gimnasia y Esgrima (La Plata) | Estadio Monumental, Buenos Aires |
|              | Delgado 95e |            |                               |                                  |

### Classement cumulé
Un classement cumulé des tournois Ouverture et Clôture permet de déterminer les deux équipes qualifiées pour la Copa CONMEBOL 1996. Il s'agit des deux meilleures équipes au classement qui ne sont ni qualifiées pour la Copa Libertadores 1997 ni invitées à participer à la Supercopa Sudamericana 1996. En tant que vainqueur de la Copa CONMEBOL 1995, Rosario Central prend automatiquement une des deux places réservées à la fédération argentine.
| Rang | Équipe                        | Pts | J  | G  | N  | P  | Bp | Bc | Diff |
| ---- | ----------------------------- | --- | -- | -- | -- | -- | -- | -- | ---- |
| 1    | Vélez Sarsfield Ouv Clo       | 81  | 38 | 24 | 9  | 5  | 69 | 31 | +38  |
| 2    | Lanús                         | 69  | 38 | 20 | 9  | 9  | 60 | 40 | +20  |
| 3    | Boca Juniors                  | 68  | 38 | 19 | 11 | 8  | 53 | 42 | +11  |
| 4    | Racing Club                   | 64  | 38 | 18 | 10 | 10 | 61 | 49 | +12  |
| 5    | Huracán                       | 61  | 38 | 16 | 13 | 9  | 57 | 51 | +6   |
| 6    | Gimnasia y Esgrima (La Plata) | 60  | 38 | 17 | 9  | 12 | 58 | 46 | +12  |
| 7    | Estudiantes (La Plata)        | 59  | 38 | 15 | 14 | 9  | 62 | 45 | +17  |
| 8    | Rosario Central C3            | 54  | 38 | 13 | 15 | 10 | 51 | 43 | +8   |
| 9    | River Plate C1                | 50  | 38 | 13 | 11 | 14 | 53 | 53 | 0    |
| 10   | Gimnasia y Esgrima (Jujuy)    | 49  | 38 | 14 | 7  | 17 | 50 | 67 | -17  |
| 11   | San Lorenzo de Almagro        | 48  | 38 | 13 | 9  | 16 | 50 | 53 | -3   |
| 12   | Colón (Santa Fe)              | 47  | 38 | 12 | 11 | 15 | 42 | 41 | +1   |
| 13   | Platense                      | 44  | 38 | 11 | 11 | 16 | 48 | 53 | -5   |
| 14   | Independiente                 | 44  | 38 | 9  | 17 | 12 | 37 | 44 | -7   |
| 15   | Ferro Carril Oeste            | 43  | 38 | 9  | 16 | 13 | 37 | 49 | -12  |
| 16   | Deportivo Español             | 41  | 38 | 8  | 17 | 13 | 37 | 45 | -8   |
| 17   | Newell's Old Boys (Rosario)   | 41  | 38 | 8  | 17 | 13 | 46 | 60 | -14  |
| 18   | Belgrano (Córdoba)            | 35  | 38 | 8  | 11 | 19 | 35 | 49 | -14  |
| 19   | Argentinos Juniors            | 32  | 38 | 8  | 8  | 22 | 30 | 58 | -28  |
| 20   | Banfield                      | 31  | 38 | 6  | 13 | 19 | 37 | 54 | -17  |

|  | Qualification directe pour la Copa Libertadores 1997 et invitation pour la Supercopa Sudamericana 1996                                                                     |
|  | Qualification directe pour la Copa CONMEBOL 1996 |
|  | Invitation pour la Supercopa Sudamericana 1996 |
|  | Ouv : Vainqueur du tournoi d'Ouverture 1995 Clo : Vainqueur du tournoi de Clôture 1996 C1 : Vainqueur de la Copa Libertadores 1996 C3 : Vainqueur de la Copa CONMEBOL 1995 |

- Velez Sarsfield et River Plate sont à la fois qualifiés pour la Copa Libertadores 1997 et invités à participer à la Supercopa Sudamericana 1996.

### Table de relégation
Un classement cumulé des trois dernières saisons du championnat permet de déterminer les deux équipes reléguées en Primera B. Compte tenu du changement de barème à partir de cette saison, l'ensemble des victoires est ramené à 2 points pour éviter de fausser le classement cumulé.
| Rang | Équipe                        | Pts   | J   | G | N | P | Bp | Bc | Diff |
| ---- | ----------------------------- | ----- | --- | - | - | - | -- | -- | ---- |
| 1    | Velez Sarsfield Ouv Clo       | 1,289 | 114 |   |   |   |    |    |      |
| 2    | San Lorenzo de Almagro        | 1,184 | 114 |   |   |   |    |    |      |
| 3    | Boca Juniors                  | 1,158 | 114 |   |   |   |    |    |      |
| 4    | River Plate                   | 1,149 | 114 |   |   |   |    |    |      |
| 5    | Gimnasia y Esgrima (La Plata) | 1,132 | 114 |   |   |   |    |    |      |
| 6    | Lanús                         | 1,132 | 114 |   |   |   |    |    |      |
| 7    | Racing Club                   | 1,105 | 114 |   |   |   |    |    |      |
| 8    | Independiente                 | 1,053 | 114 |   |   |   |    |    |      |
| 9    | Rosario Central               | 1,035 | 114 |   |   |   |    |    |      |
| 10   | Huracán                       | 1,026 | 114 |   |   |   |    |    |      |
| 11   | Estudiantes (La Plata)        | 0,974 | 76  |   |   |   |    |    |      |
| 12   | Newell's Old Boys (Rosario)   | 0,939 | 114 |   |   |   |    |    |      |
| 13   | Platense                      | 0,930 | 114 |   |   |   |    |    |      |
| 14   | Colón (Santa Fe)              | 0,921 | 76  |   |   |   |    |    |      |
| 15   | Banfield                      | 0,886 | 114 |   |   |   |    |    |      |
| 16   | Deportivo Español             | 0,886 | 114 |   |   |   |    |    |      |
| 17   | Ferro Carril Oeste            | 0,886 | 114 |   |   |   |    |    |      |
| 18   | Gimnasia y Esgrima (Jujuy)    | 0,882 | 38  |   |   |   |    |    |      |
| 19   | Belgrano (Córdoba)            | 0,860 | 114 |   |   |   |    |    |      |
| 20   | Argentinos Juniors            | 0,825 | 114 |   |   |   |    |    |      |

|  | Relégation directe en Primera B                                                        |
|  | Ouv : Vainqueur du tournoi d'Ouverture 1995 Clo : Vainqueur du tournoi de Clôture 1996 |

## Bilan de la saison
| Championnat d'Argentine de football 1996 | |
| Champion                                 | Velez Sarsfield (4e titre)                                                                                   |
| Coupes et trophées                       | |
| Vainqueur de la Coupe d'Argentine 1996   | Non disputée                                                                                                 |
| Qualifications continentales             | |
| Copa Libertadores 1997                   | River Plate (tenant du titre) Racing Club de Avellaneda                                                      |
| Copa CONMEBOL 1996                       | Rosario Central (tenant du titre) Lanús                                                                      |
| Supercopa Sudamericana 1996              | Independiente River Plate Boca Juniors Racing Club Argentinos Juniors Velez Sarsfield Estudiantes (La Plata) |
| Promotions et relégations                | |
| Promus en Primera Division               | Unión (Santa Fe) Huracán (Corrientes)                                                                        |
| Relégués en Primera B Nacional           | Belgrano (Córdoba) Argentinos Juniors                                                                        |